# Российско-суринамские отношения
Российско-суринамские отношения — двусторонние отношения между обоими государствами, установленные 25 ноября 1975 года. Первоначально осуществлялись через посольство СССР в Колумбии. 27 октября 1981 года состоялось открытие посольств в обоих государствах. 3 января 1992 года Суринам признал Российскую Федерацию государством-продолжателем Советского Союза. В 1995 году, в связи с нехваткой материальных средств, посольство РФ в Парамарибо свернуло деятельность. Пост посла по совместительству занял посол в Бразилии, находящийся на нём и в настоящее время.
В 1980-е годы отношения между государствами осуществлялись на уровне Верховного Совета СССР и Национальной ассамблеи Суринама. В марте 1990 года в Суринам состоялся визит делегации Верховного Совета СССР.
10 апреля 1990 года в государстве был найден застреленный второй секретарь и консул Советского Союза Стасис Обукаускас. По данным полиции, накануне он выехал из Парамарибо в автомобиле, направляясь по автодороге Кеннеди к Международному аэропорту им. Йохана Адольфа Пенгела. Сотрудники полиции обнаружили его убитым, получившим 3 пулевых ранения в голову, в кювете. Однако уже 12 апреля полицейские задержали трёх мужчин, принявших участие в убийстве дипломата, по-видимому, ещё и промышлявших грабежом: они предпринимали попытку продать автомобиль Обукаускаса. Мужчины признались в совершении преступления.
Проект импорта, разрабатывавшегося Советским Союзом в 1980-х годах, у Суринама бокситов, пальмового масла и чая и экспорта в неё автомобилей марки «Lada» так и остался нереализованным.
В 1999 году представители разведки Суринама провели в Москве переговоры с МВД РФ. В 2000 году, в честь 25-летия установления дипломатических отношений, министры иностранных дел России и Суринама Игорь Иванов и Мари Левенс осуществили обмен поздравительными грамотами.
В 2003 году президент Суринама Рональд Венетиан одобрил российский протокол о межмидовских консультациях, подписанный 17 сентября того же года на 57-й сессии Генеральной Ассамблеи ООН. В том же году в Парамарибо совершила визит делегация компании «Русский алюминий» с генеральным директором Олегом Дерипаской.
15 января 2014 года посол государства в России В. Кристофер вручил заместителю министра иностранных дел С. Рябкову копии верительных грамот. 20—24 января 2015 года рабочую поездку в Суринам осуществил посол РФ в Бразилии С. Акопов, встретившийся с рядом министров, исполнительным директором компании «Статсоли» М. Валдейком и профессором Университета Суринама С. Найпалом.